# Васильковичи
Васильковичи — деревня в Оредежском сельском поселении Лужского района Ленинградской области.

## История
Впервые деревня Васильковичи упоминается в Писцовой книге Водской пятины 1500 года, в Никольском Бутковском погосте Новгородского уезда.
Деревня Васильковичи обозначена на карте Санкт-Петербургской губернии 1792 года А. М. Вильбрехта.
Затем деревня Васильковичи упоминается на карте Санкт-Петербургской губернии Ф. Ф. Шуберта 1834 года.

ВАСИЛЬКОВИЧИ — деревня, принадлежит: полковнику Лазаревичу, число жителей по ревизии: 16 м. п., 14 ж. п.;

чиновнику 4-го класса Игнатьеву, число жителей по ревизии: 5 м. п., 4 ж. п. (1838 год)

Деревня Васильковичи отмечена на карте профессора С. С. Куторги 1852 года.

ВАСИЛЬКОВИЧИ — деревня господина Лазаревича, по просёлочной дороге, число дворов — 7, число душ — 24 м п. (1856 год)

ВАСИЛЬКОВИЧИ — деревня, число жителей по X-ой ревизии 1857 года: 27 м. п., 25 ж. п. (из них дворовых людей — 5 м. п., 3 ж. п.)

ВАСИЛЬКОВИЧИ — деревня владельческая при речке Гверездянке, число дворов — 9, число жителей: 24 м. п., 24 ж. п. (1862 год)

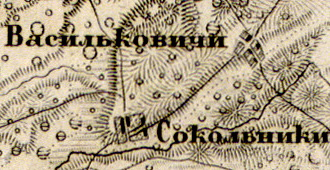
Деревня Васильковичи на карте 1863 года

В 1867 году временнообязанные крестьяне деревни выкупили свои земельные наделы у Е. С. Лазаревича и стали собственниками земли.

ВАСИЛЬКОВИЧИ — деревня, согласно подворной описи 1882 года: домов — 17, душевых наделов — 20, семей — 12, число жителей — 35 м. п., 35 ж. п.; разряд крестьян — собственники

Согласно материалам по статистике народного хозяйства Лужского уезда 1891 года, имение Васильковичи площадью 145 десятин принадлежало наследникам жены саксонского подданного Ю. А. Бремер, имение было приобретено в 1870 году, второе имение при деревне Васильковичи площадью 28 десятин принадлежало лифляндскому уроженцу Ю. Варесу, оно было приобретено в 1881 году за 300 рублей.
В XIX — начале XX века деревня административно относилась к Бутковской волости 1-го земского участка 1-го стана Лужского уезда Санкт-Петербургской губернии.
По данным «Памятной книжки Санкт-Петербургской губернии» за 1905 год, деревня Васильковичи входила в Сокольницкое сельское общество, 136 десятин земли в ней принадлежали прусскому подданному Эрнесту Васильевичу Бремеру.
С 1917 по 1927 год деревня Васильковичи входила в состав Сокольницкого сельсовета Бутковской волости Лужского уезда.
С 1927 года, в составе Оредежского района.
По данным 1933 года деревня Васильковичи входила в состав Сокольницкого сельсовета Оредежского района.
C 1 августа 1941 года по 28 февраля 1944 года деревня находилась в оккупации. В Васильковичах располагался карательный отряд СД, находилась тюрьма, в которой начальником поставили коллаборациониста- пленного политрука.
В 1958 году население деревни Васильковичи составляло 127 человек.
В 1965 году население деревни Васильковичи составляло 65 человек.
С октября 1959 года, в составе Лужского района.
По данным 1966 года деревня Васильковичи входила в состав Сокольницкого сельсовета Лужского района.
По данным 1973 и 1990 годов деревня Васильковичи входила в состав Оредежского сельсовета.
В 1997 году в деревне Васильковичи Оредежской волости проживали 16 человек, в 2002 году — 65 человек (русские — 98 %).
В 2007 году в деревне Васильковичи Оредежского СП проживали 33 человека.

## География
Деревня расположена в восточной части района на автодороге 41А-004 (Павлово — Луга).
Расстояние до административного центра поселения — 2 км.
Расстояние до ближайшей железнодорожной станции Оредеж — 3 км.
Деревня находится на левом берегу реки Гверездянка.

## Демография
| 1838 | 1862 | 1958 | 1965 | 1997 | 2007 | 2010 |
| ---- | ---- | ---- | ---- | ---- | ---- | ---- |
| 39   | ↗48  | ↗127 | ↘65  | ↘16  | ↗33  | ↘22  |
| 2017 |      |      |      |      |      |      |
| ↘18  |      |      |      |      |      |      |

## Улицы
Андреевская, Подгорная.